# Xiaoxia (köpinghuvudort i Kina, Qinghai Sheng, lat 36,53, long 101,97)
Xiaoxia (kinesiska: 小峡, 小峡镇) är en köpinghuvudort i Kina. Den ligger i provinsen Qinghai, i den nordvästra delen av landet, omkring 21 kilometer sydost om provinshuvudstaden Xining. Antalet invånare är 10 623. Befolkningen består av 5 126 kvinnor och 5 497 män. Barn under 15 år utgör 19,0 %, vuxna 15-64 år 73 %, och äldre över 65 år 6,0 %.
Runt Xiaoxia är det ganska tätbefolkat, med 166 invånare per kvadratkilometer. Närmaste större samhälle är Tianjiazhai, 17,7 km sydväst om Xiaoxia. Trakten runt Xiaoxia består i huvudsak av gräsmarker.
Genomsnittlig årsnederbörd är 664 millimeter. Den regnigaste månaden är juli, med i genomsnitt 164 mm nederbörd, och den torraste är januari, med 4 mm nederbörd.